# Albert Bonniers Förlag
Albert Bonniers Förlag es una editorial sueca fundada en 1837. Se anuncia como una de las más antiguas y respetadas empresas editoriales.
Albert Bonnier (1820-1900) fundó la compañía en 1837 en Estocolmo. Con su hijo, Karl Otto Bonnier, la empresa creció hasta convertirse en una de las editoriales más grandes de Suecia. Fue la editora de las obras de August Strindberg, Verner von Heidenstam, Gustaf Fröding, Selma Lagerlöf y Hjalmar Söderberg, entre otros. Publica alrededor de un centenar de nuevos libros cada año. Algunos de sus autores contemporáneos son Tomas Tranströmer, Carlos Ruiz Zafón, Dan Brown y Åsa Larsson. En la actualidad forma parte del Grupo Bonnier, grupo familiar que engloba más de ciento cincuenta empresas.